# Bartłomiej Heberla
Bartłomiej Heberla (ur. 19 czerwca 1985 w Rybniku) – polski szachista i trener szachowy (FIDE Trainer od 2012), arcymistrz od 2006 roku.

## Kariera szachowa
Jest wielokrotnym medalistą mistrzostw Polski juniorów: złotym (Zakopane 2001 – do lat 16)
trzykrotnie srebrnym (Zamość 1999 – do lat 14, Wisła 2000 – do lat 16 oraz Środa Wielkopolska 2005 – do lat 20) i brązowym (Jarnołtówek 2003 – do lat 20). W latach 1999 i 2001 dwukrotnie zdobył tytuły mistrza Polski juniorów w szachach błyskawicznych. W roku 2003 zdobył w Balatonlelle dwa srebrne medale na drużynowych mistrzostwach Europy do lat 18 (wraz z drużyną oraz za indywidualny wynik na IV szachownicy). W tym samym roku podzielił I-III miejsce (wraz z Jakubem Czakonem i Władimirem Małaniukiem) w otwartym turnieju w Koszalinie. W roku 2004 zwyciężył w turnieju open w Polanicy-Zdroju oraz zajął II miejsce (za Aleksandrem Miśtą) w kolejnym openie w Ostródzie. Rok później w turnieju w Ostródzie samodzielnie zwyciężył. W roku 2006 zajął I miejsce w Mariańskich Łaźniach oraz zadebiutował w Krakowie w finale mistrzostw Polski seniorów (zajmując VII miejsce). Zwyciężył również w rozegranym pod koniec roku w Lublińcu półfinale mistrzostw Polski. W 2007 po raz drugi wystąpił w finale mistrzostw kraju, który odbył się w Opolu oraz zdobył w barwach klubu WASKO HetMaN Szopienice Katowice tytuł drużynowego mistrza Polski, sukces ten powtarzając w 2008 roku. W 2008 r. zwyciężył również w trzech międzynarodowych turniejach, rozegranych w Dreźnie (turniej 17. ZMD Open) i Banja Luce. W 2009 r. podzielił I m. w Le Touquet (wspólnie z Jean-Noelem Riffem i Jurijem Wowkiem). W 2010 r. podzielił I m. (wspólnie m.in. z Bojanem Kurajicą, Lazaro Bruzonem i Kamilem Mitoniem) w La Lagunie oraz zdobył w Myśliborzu tytuł mistrza Polski w szachach błyskawicznych oraz zwyciężył w turnieju WSB CUP – GM we Wrocławiu. W 2012 r. zwyciężył (wspólnie z Marijanem Petrowem) w turnieju open rozegranym na Malcie. W 2013 r. zajął II m. (za Alexandrem Fierem) w memoriale Georgi Tringowa w Płowdiwie.
W 2014 r. pełnił funkcję trenera męskiej reprezentacji Malty podczas szachowej olimpiady w Tromsø.
Najwyższy ranking w dotychczasowej karierze osiągnął 1 kwietnia 2017 r., z wynikiem 2580 punktów zajmował wówczas 14. miejsce wśród polskich szachistów.

## Inne
8 sierpnia 2008 roku w drodze na turniej w Czeskiej Trebowej brał udział w katastrofie kolejowej w mieście Studénka, w wyniku której 7 osób zginęło, a 67 zostało rannych. Mimo iż podróżował w pierwszym, najbardziej zniszczonym wagonie, nie odniósł poważniejszych obrażeń i tego samego dnia opuścił szpital.